# Euploea gamala
Euploea gamala är en fjärilsart som beskrevs av Hans Fruhstorfer 1911. Euploea gamala ingår i släktet Euploea och familjen praktfjärilar. Inga underarter finns listade i Catalogue of Life.